# Union sportive de Oued Amizour
Maillots
Dernière mise à jour : 16 avril 2020.
L'Union Sportive de Oued Amizour (en kabyle: Taddukli Tanaddalt n wasif Amizur) plus couramment abrégé en US Oued Amizour ou encore en USOA, est un club algérien de football fondé en 1947 et basé dans la commune d'Amizour, dans la Wilaya de Béjaïa.

## Histoire
L'Union Sportive de Oued Amizour a evolué de la saison 2012-2013 à 2017-2018 dans le championnat d'Algérie de 3e division, aussi appelé Division Nationale Amateur.il on notamment reporter la final de coupe d'Algérie lors de la saison 2021/2022 grâce à de nombreux buts décisif de moussaoui mounir

## Palmarès
| Compétitions nationales                                   |
| --------------------------------------------------------- |
| - Inter-région (1) : - Champion Gr. Centre-Est : 2011-12. |

## Parcours

### Classement en championnat par année
- 1962-63  : D2, Critérium Régional Constantine groupe I, 5e
- 1963-64 : D?, ?e
- 1964-65 : D?, ?e
- 1965-66 : D?, ?e
- 1966-67 : D?, ?e
- 1967-68 : D?, ?e
- 1968-69 : D?, ?e
- 1969-70 : D?, ?e
- 1970-71 : D?, ?e
- 1971-72 : D?, ?e
- 1972-73 : D?, ?e
- 1973-74 : D?, ?e
- 1974-75 : D?, ?e
- 1975-76 : D?, ?e
- 1976-77 : D?, ?e
- 1977-78 : D?, ?e
- 1978-79 : D?, ?e
- 1979-80 : D?, ?e
- 1980-81 : D?, ?e
- 1981-82 : D?, ?e
- 1982-83 : D?, ?e
- 1983-84 : D?, ?e
- 1984-85 : D?, ?e
- 1985-86 : D?, ?e
- 1986-87 : D3, Division d'honneur Est groupe A, 13e
- 1987-88 : D3, Division d'honneur Est groupe A, 15e
- 1988-89 : D?, ?e
- 1989-90 : D?, ?e
- 1990-91 : D?, ?e
- 1991-92 : D?, ?e
- 1992-93 : D?, ?e
- 1993-94 : D?, ?e
- 1994-95 : D?, ?e
- 1995-96 : D?, ?e
- 1996-97 : D?, ?e
- 1997-98 : D?, ?e
- 1998-99 : D?, ?e
- 1999-00 : D?, ?e
- 2000-01 : D?, ?e
- 2001-02 : D?, ?e
- 2002-03 : D?, ?e
- 2003-04 : D?, ?e
- 2004-05 : D?, ?e
- 2005-06 : D?, ?e
- 2006-07 : D?, ?e
- 2007-08 : D?, ?e
- 2008-09 : D?, ?e
- 2009-10 : D?, ?e
- 2010-11 : D?, ?e
- 2011-12 : D?, ?e
- 2012-13 : D4, inter-régions Centre-Est, 1re
- 2013-14 : D3, DNA Groupe Centre 10e
- 2014-15 : D3, DNA Groupe Centre 11e
- 2015-16 : D3, DNA Groupe Centre 7e
- 2016-17 : D3, DNA Groupe Centre 3e
- 2017-18 : D3, DNA Groupe Centre 15e
- 2018-19 : D4, inter-régions Centre-Est, ?e
- 2019-20 : D?, ?e
- 2020-21 : Saison Blanche
- 2021-22 : D?, ?e
- 2022-23 : D?, ?e
- 2023-24 : D5, R2 Alger groupe C, 11e
- 2024-25 : D5, R2 Alger groupe C, ?e

### Parcours du USOA en coupe d'Algérie
| Saison  | Tour             | Matchs         | Résultats     |
| ------- | ---------------- | -------------- | ------------- |
| 1962-63 | ?                | ?              | ?             |
| 1963-64 | ?                | ?              | ?             |
| 1964-65 | ?                | ?              | ?             |
| 1965-66 | ?                | ?              | ?             |
| 1966-67 | ?                | ?              | ?             |
| 1967-68 | ?                | ?              | ?             |
| 1968-69 | ?                | ?              | ?             |
| 1969-70 | ?                | ?              | ?             |
| 1970-71 | ?                | ?              | ?             |
| 1971-72 | ?                | ?              | ?             |
| 1972-73 | ?                | ?              | ?             |
| 1973-74 | ?                | ?              | ?             |
| 1974-75 | ?                | ?              | ?             |
| 1975-76 | ?                | ?              | ?             |
| 1976-77 | ?                | ?              | ?             |
| 1977-78 | ?                | ?              | ?             |
| 1978-79 | ?                | ?              | ?             |
| 1979-80 | ?                | ?              | ?             |
| 1980-81 | ?                | ?              | ?             |
| 1981-82 | ?                | ?              | ?             |
| 1982-83 | ?                | ?              | ?             |
| 1983-84 | ?                | ?              | ?             |
| 1984-85 | ?                | ?              | ?             |
| 1985-86 | ?                | ?              | ?             |
| 1986-87 | ?                | ?              | ?             |
| 1987-88 | ?                | ?              | ?             |
| 1988-89 | ?                | ?              | ?             |
| 1989-90 | N.J              | N.J            | N.J           |
| 1990-91 | ?                | ?              | ?             |
| 1991-92 | ?                | ?              | ?             |
| 1992-93 | N.J              | N.J            | N.J           |
| 1993-94 | ?                | ?              | ?             |
| 1994-95 | ?                | ?              | ?             |
| 1995-96 | ?                | ?              | ?             |
| 1996-97 | ?                | ?              | ?             |
| 1997-98 | ?                | ?              | ?             |
| 1998-99 | ?                | ?              | ?             |
| 1999-00 | ?                | ?              | ?             |
| 2000-01 | ?                | ?              | ?             |
| 2001-02 | ?                | ?              | ?             |
| 2002-03 | ?                | ?              | ?             |
| 2003-04 | ?                | ?              | ?             |
| 2004-05 | ?                | ?              | ?             |
| 2005-06 | ?                | ?              | ?             |
| 2006-07 | ?                | ?              | ?             |
| 2007-08 | ?                | ?              | ?             |
| 2008-09 | ?                | ?              | ?             |
| 2009-10 | ?                | ?              | ?             |
| 2010-11 | 1/64 finale      | NARB Reghaia   | 2-1           |
| 2011-12 | ?                | ?              | ?             |
| 2012-13 | Avant dernier TR | NA Hussein Dey | ?             |
| 2013-14 | 1/64 finale      | MB Bouira      | 4-1           |
| 2014-15 | 1/32 finale      | US Boukhedra   | 0-0 t.a.b 5-3 |
| 2015-16 | Avant dernier TR | ES Azeffoun    | 2-1           |
| 2016-17 | Avant dernier TR | JSM Bejaia     | 1-0           |
| 2017-18 | 1/64 finale      | IB Lakhdaria   | 1-0 a.p       |
| 2018-19 | Avant dernier TR | ES Ben Aknoun  | 1-1 t.a.b     |
| 2019-20 | ?                | ?              | ?             |

## Identité du club

### Logo et couleurs
Depuis la fondation de l'Union Sportive de Oued Amizour en 1947, ses couleurs sont le Rouge, le Noir et le Blanc.

Logo actuel.